# Lemmikküla
Lemmikküla – wieś w Estonii, w prowincji Lääne, w gminie Kullamaa. W 2005 roku wieś zamieszkiwało 9 osób.